# The National Indian Orchestra of Suriname
The National Indian Orchestra of Suriname is een orkest uit Suriname met Hindoestaanse muziek.
Het National Indian Orchestra werd in 1985 opgericht door Dinesh Malhoe die er in de jaren 1980 en 1990 mee optrad in Suriname en Nederland. Hierna kende het een inactieve periode totdat het onder leiding van Riaz Ahmadali opnieuw geformeerd werd met elf musici uit Suriname en Nederland voor Vaderdagconcerten in het Nationaal Indoor Stadion (NIS) en Torarica in Paramaribo. Ahmadali leidde het orkest ook in 2014 tijdens het vrijwel uitverkochte concert tijdens Divali in het NIS, in de begeleiding van Madhu Lalbahadoersing en Sanjay Jodha uit Nederland en Indar Kanhai uit Trinidad.